# Deirdre Curtin
Deirdre Máire Curtin (Dublin, 17 januari 1960) is een Ierse jurist die werkt op het gebied van wetgeving en governance van de Europese Unie. Sinds 2015 is zij hoogleraar Europese wetgeving aan de European University Institute in Florence.

## Biografie
Curtin werd geboren in Dublin en studeerde rechten aan de Universiteit in Dublin en bij Trinity College. Tussen 1985 en 1991 was zij medewerker aan het kabinet van de Ierse rechter aan het Europees Hof van Justitie evenals universitair (hoofd)docent bij de Universiteit Leiden. In 1992 werd ze benoemd tot hoogleraar recht der internationale organisaties aan de Universiteit Utrecht als opvolger van Pieter van Dijk; in 2003 werd haar leeropdracht gewijzigd naar Recht en bestuur van internationale en Europese organisaties. Haar oratie, gehouden op 18 april 1997, was getiteld Postnational democracy. The European Union in search of a political philosophy. In 2008 werd Curtin benoemd tot hoogleraar aan de Universiteit van Amsterdam. Daar richtte zij in 2009 het Amsterdam Centre for European Law and Governance (ACELG) op. Daarnaast was zij gedurende vele jaren als gasthoogleraar verbonden aan het Europacollege in Brugge. Sinds 2003 is Curtin lid van de Koninklijke Nederlandse Academie van Wetenschappen. Zij was de eerste vrouw die daar benoemd werd in de rechten-sectie. In 2007 won Curtin de Spinozapremie, de eerste maal dat deze premie werd toegekend aan een jurist. In het academisch jaar 2014/15 was zij Fellow bij het Wissenschaftskolleg in Berlijn. 
In 2015 vertrok zij als hoogleraar bij de Universiteit van Amsterdam en werd zij hoogleraar Europese wetgeving aan het European University Institute in Florence.

## Specialisaties
Curtin is gespecialiseerd in recht en bestuur van de Europese Unie. Zij bestudeert aspecten zoals democratie, legitimiteit en accountability (verantwoording). Zij heeft het begrip verantwoording samen met haar collega's ontwikkeld naar een empirisch te onderzoeken verschijnsel. Hierdoor kon zij aantonen waar binnen de Europese Unie tekorten in de verantwoording aanwezig zijn.
In haar Amsterdamse oratie op 20 oktober 2011 met als titel Top Secret Europe gaf zij aandacht aan het weinig bestudeerde fenomeen van geheimhouding van de overheid in de context van de EU. Bij het  ACELG was zij een van de onderzoeksleiders van het programma gericht op Compound Constitution(s) in Europe.

## Privé
Curtin is getrouwd en heeft vier kinderen.

## Onderscheidingen
- 2008: Eredoctoraat van het University College Dublin.
- 2007: Spinozapremie "voor haar excellente bijdrage aan de ontwikkeling en bevordering van het internationale en Europees recht en voor haar grensverleggende visies op bestuurbaarheid van internationale organisaties als de Europese Unie."[1]
- 2012: Erelid van de Irish Women Lawyers Association[4]
- 2013: Honorary Bencher bij de King's Inn, Dublin.